# Czechosłowacka Formuła 3 Sezon 1970
Sezon 1970 Czechosłowackiej Formuły 3 – siódmy sezon Czechosłowackiej Formuły 3. Mistrzem kierowców został Vladimír Hubáček (Lotus 41C).

## Kalendarz wyścigów
Źródło: formula2.net
| Runda | Data        | Tor       | Pole position | Najszybsze okrążenie | Zwycięzca (kierowcy) | Zwycięzca (zespoły) |
| ----- | ----------- | --------- | ------------- | -------------------- | -------------------- | ------------------- |
| 1     | 26 kwietnia | Ołomuniec | ?             | ?                    | Vladimír Hubáček     | Dukla Praha         |
| 2     | 12 lipca    | Klatovy   | ?             | ?                    | Vladislav Ondřejík   | Dukla Praha         |
| 3     | 13 września | Štramberk | ?             | ?                    | Vladimír Hubáček     | Dukla Praha         |
| 4     | 20 września | Most      | ?             | ?                    | Vladimír Hubáček     | Dukla Praha         |